# Atlético Chiriquí

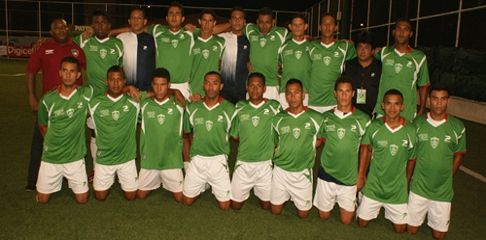
Team van 2010

Atlético Chiriquí is een Panamese voetbalclub uit David. De club werd opgericht in 2002.

## Geschiedenis
Atlético Chiriquí werd opgericht toen een andere club uit dezelfde provincie, Chiriquí Fútbol Club, in 2001 failliet ging. Atlético Chiriqui nam de vrijgekomen plek in en kwam in 2002 voor het eerst uit in de op een na hoogste Panameese voetbaldivisie. In 2004 promoveerde de club naar de hoogste divisie. In 200] was de club dicht bij het kampioenschap en werd zowel in de eerste als in de tweede seizoenshelft de halve finales van de play-offs gehaald.

## Stadion
Atlético Chiriquí speelt haar thuiswedstrijden in het Estadio San Cristobal. Dit stadion biedt plaats aan 2000 toeschouwers en werd geopend in 1999.
Alianza FC · 
CD Árabe Unido · 
Chepo FC · 
Chorrillo FC · 
Independiente FC · 
Plaza Amador · 
Río Abajo FC · 
San Francisco FC · 
Sporting San Miguelito · 
Tauro FC